# Ԇ
Komi Dzje (Ԇ ԇ, chữ nghiêng: Ԇ ԇ) là một chữ cái trong bảng chữ cái Molodtsov, một biến thể của bảng chữ cái Kirin. Nó chỉ được sử dụng trong chữ viết của tiếng Komi vào những năm 1920. Hình dạng của nó giống với chữ cái Kirin Ze.
Trong tiếng Komi, chữ cái này đại diện cho âm [d͡ʑ], giống với cách phát âm của ⟨ds⟩ trong "pods".

## Mã máy tính
| Kí tự               | Ԇ                                 | Ԇ                                 | ԇ                               | ԇ                               |
| ------------------- | --------------------------------- | --------------------------------- | ------------------------------- | ------------------------------- |
| Tên Unicode         | CYRILLIC CAPITAL LETTER KOMI DZJE | CYRILLIC CAPITAL LETTER KOMI DZJE | CYRILLIC SMALL LETTER KOMI DZJE | CYRILLIC SMALL LETTER KOMI DZJE |
| Mã hóa ký tự        | decimal                           | hex                               | decimal                         | hex                             |
| Unicode             | 1286                              | U+0506                            | 1287                            | U+0507                          |
| UTF-8               | 212 134                           | D4 86                             | 212 135                         | D4 87                           |
| Tham chiếu ký tự số | &#1286;                           | &#x506;                           | &#1287;                         | &#x507;                         |